# Johanna Larsson
Johanna Larsson é uma ex-tenista profissional sueca, cujos melhores rankings foram 45 de simples e 20 de duplas. No circuito WTA, conquistou 2 torneios de simples e 14 de duplas. Anunciou aposentadoria em 28 de fevereiro de 2020, e seu último jogo foi pela Fed Cup do mesmo ano, no Zonal da Europa e África I, quando perdeu para Magdna Linette.

## Finais do WTA

### Simples: 5 (2 títulos 3 vices)
| Campeã – Legenda                             |
| -------------------------------------------- |
| Grand Slam (0–0)                             |
| WTA Tour (0–0)                               |
| Tier I / Premier Mandatory & Premier 5 (0–0) |
| Tier II / Premier (0–0)                      |
| Tier III, IV & V / International (0–3)       |

| Títulos por piso  |
| ----------------- |
| Duro (0–1)        |
| Grama (0–0)       |
| Terra Batida(1–2) |
| Carpete (0–0)     |

| Posição     | N. | Data                | Torneio                                 | Piso         | Oponente         | Resultado     |
| ----------- | -- | ------------------- | --------------------------------------- | ------------ | ---------------- | ------------- |
| Vice-campeã | 1. | 25 de julho de 2010 | Slovenia Open, Portorož, Eslôvenia      | Duro         | Anna Chakvetadze | 1–6, 2–6      |
| Vice-campeã | 2. | 9 de julho de 2011  | Swedish Open, Båstad, Suécia            | Terra Batida | Polona Hercog    | 4–6, 5–7      |
| Vice-campeã | 3. | 21 de julho de 2013 | Swedish Open, Båstad, Suécia            | Terra Batida | Serena Williams  | 4–6, 1–6      |
| Campeã      | 1. | 19 de julho de 2015 | Swedish Open, Båstad, Suécia            | Terra Batida | Mona Barthel     | 6–3, 7–6(7–2) |
| Campeã      | 2. | 26 de maio de 2018  | Taça de Nuremberga,Nuremberga, Alemanha | Terra Batida | Alison Riske     | 7–6(7–4), 6-4 |

### Duplas: 6 (4 títulos, 2 vices)
| Campeã – Legenda                             |
| -------------------------------------------- |
| Grand Slam (0–0)                             |
| WTA Tour (0–0)                               |
| Tier I / Premier Mandatory & Premier 5 (0–0) |
| Tier II / Premier (0–0)                      |
| Tier III, IV & V / International (4–2)       |

| Títulos por Piso   |
| ------------------ |
| Duro (3–1)         |
| Grama (0–0)        |
| Terra Batida (1–1) |
| Carpete (0–0)      |

| Posição     | N. | Data                    | Torneio                                                 | Piso         | Parceira           | Oponentes                                        | Resultado(jogos) |
| ----------- | -- | ----------------------- | ------------------------------------------------------- | ------------ | ------------------ | ------------------------------------------------ | ---------------- |
| Campeã      | 1. | 19 de setembro de 2010  | Bell Challenge, Quebec City, Canadá                     | Duro         | Sofia Arvidsson    | Bethanie Mattek-Sands Barbora Záhlavová-Strýcová | 6–1, 2–6, [10–6] |
| Campeã      | 2. | 12 de junho de 2011     | Danish Open, Copenhague, Dinamarca                      | Duro         | Jasmin Wöhr        | Kristina Mladenovic Katarzyna Piter              | 6–3, 6–3         |
| Vice-campeã | 1. | 23 de fevereiro de 2013 | U.S. National Indoor Tennis Championships, Memphis, EUA | Duro         | Sofia Arvidsson    | Kristina Mladenovic Galina Voskoboeva            | 6–7(5–7), 3–6    |
| Vice-campeã | 2. | 22 de fevereiro de 2014 | Rio Open, Rio de Janeiro, Brasil                        | Terra Batida | Chanelle Scheepers | Irina-Camelia Begu María Irigoyen                | 2–6, 0–6         |
| Campeã      | 3. | 17 de janeiro 2015      | Hobart International, Hobart, Austrália                 | Duro         | Kiki Bertens       | Vitalia Diatchenko Monica Niculescu              | 7–5, 6–3         |
| Campeã      | 4. | 19 de julho de 2015     | Swedish Open, Båstad, Suécia                            | Terra Batida | Kiki Bertens       | Tatjana Maria Olga Savchuk                       | 7–5, 6–4         |